# Michael Haneke
Michael Haneke, född 23 mars 1942 i München i Tyskland, är en österrikisk regissör. Han flyttade tidigt från Tyskland till Österrike där han växte upp i Wiener Neustadt. Han är son till regissören Fritz Haneke och skådespelaren Beatrix von Degenschild.

## Biografi
Innan Michael Haneke påbörjade sina studier i filosofi, psykologi och drama vid
Wiens universitet försökte han att göra karriär dels som pianist och dels att följa sin moders fotspår genom att bli skådespelare, detta dock utan någon framgång.
Efter sin studietid i Wien arbetade Haneke bland annat som filmkritiker och som scenograf. Han jobbade även som teaterregissör och med redigering för en tv-kanal innan han tog steget över till att regissera sina första filmer för TV. Han slog igenom 1973 med sin debut After Livingpool. Detta var början på en rad filmer avsedda för just TV, och det kom att bli hans väg in i Västtysklands tv-värld. Hanekes TV-producerade filmer bestod under denna första tid som regissör främst av adaptioner av litterära verk, men han skrev även egna manus mellan åren 1974 och 1986.
Han fortsatte att jobba med TV fram tills det att han regidebuterade 1989 med Den sjunde kontinenten. Filmen är den första delen i en trilogi som fortsätter med filmerna Bennys video och 71 fragment. Däremellan gjorde han ytterligare en TV-film 1991, Nachruf für einen Mörder. Temat i hans första tre filmer, de som utgör hans trilogi, är det Haneke kallar den mentala istiden i dagens Österrike. Idag är han, förutom filmskapare, även verksam som teaterregissör och professor vid filmakademin i Wien

## Priser
Michael Haneke ses av många som en av Europas mest framstående och nyskapande regissörer och har mottagit flera priser genom årens lopp. Debuten Den sjunde kontinenten vann två priser 1989, bland annat i kategorin "bästa användande av musik" vid filmfestivalen Flanders International Film Festival i Gent, Belgien.
2001 fick hans film Pianisten, en filmatisering av Elfriede Jelineks roman Pianolärarinnan, pris för bästa film vid filmfestivalen i Cannes. Även filmens huvudrollsinnehavare Isabelle Huppert prisades i Cannes. 2005 vann Dolt Hot flertalet priser, och Michael Haneke tilldelades pris för bland annat bästa regissör i både Cannes, European Film Awards och Chlotrudis Awards. Dolt Hot vann även hela 21 priser vid filmfestivaler runt om i världen. Bland annat vann han fyra priser för "Bästa utländska film" vid Chicago Film Critics Association Awards (CFCA), Film Critics Circle of Australia Awards (FCCA), Los Angeles Film Critics Association Awards (LAFCA) och San Francisco Film Critics Circle (SFFCC).
2009 tilldelades Haneke Guldpalmen för filmen Det vita bandet. Tre år senare fick han återigen Guldpalmen, denna gång för sin film Amour. Att prisas av Cannes-juryn genom att få festivalens finaste pris två gånger under kort tid anses ha satt ett svårslaget rekord. Vid Oscarsgalan 2013 mottog han en Oscar för Bästa utländska film för Amour.

## Filmografi
- 1974 – After Liverpool (TV)
- 1976 – Sperrmüll (TV)
- 1976 – Drei Wege zum See
- 1979 – Lemminge, Teil 1 Arkadien (TV)
- 1979 – Lemminge, Teil 2 Verletzungen (TV)
- 1983 – Variation (TV)
- 1984 – Wer war Edgar Allan? (TV)
- 1986 – Fraulein (TV)
- 1989 – Den sjunde kontinenten
- 1991 – Nachruf für einen Mörder (TV)
- 1992 – Bennys video
- 1993 – Rebellion, Die (TV)
- 1994 – 71 fragment
- 1997 – Slottet
- 1997 – Funny Games
- 2000 – Kod okänd
- 2001 – Pianisten
- 2003 – Vargens tid
- 2005 – Dolt hot
- 2007 – Funny Games U.S.
- 2009 – Det vita bandet
- 2012 – Amour
- 2017 – Happy End